# William Duarte
William José Duarte Fandiño (Barranquilla, 1 de octubre de 1976) es un actor y modelo colombiano.

## Biografía
William José Duarte Fandiño, nació en Barranquilla (Colombia), radica en estos momentos en la ciudad de Miami (Florida) donde ha desarrollado su carrera internacional de actor, modelo y presentador con las grandes cadenas internacionales de los Estados Unidos. Viene de un hogar de padres barranquilleros de ascendencia italiana. Tiene dos hermanas quienes viven en la ciudad de Miami. Estudió en el colegio Liceo de Cervantes donde se graduó con honores, siendo uno de los 10 mejores ICFES de su colegio. Tras terminar sus estudios de comunicador social y periodismo en la Universidad del Norte en Barranquilla. Se mudó a la edad de 24 años a Miami.

## Novelas
Su participación en novelas se inicia con Perro Amor novela del canal telemundo donde se le dio un pequeño papel de paramédico. al lado del actor Carlos Ponce . Ha pasado diversos casting donde ha sido seleccionado para veintitrés proyectos de telenovelas y series internacionales de la cadena Telemundo , Venevisión y Nickelodeon.
Se destaca su partición en las telenovelas 
- Rosario, de Venevisión, en su papel de farmacéutico junto a la actriz Lorena Rojas.
- Santa Diabla donde era el chofer del protagonista Carlos Ponce.
- En otra piel  de Telemundo en su papel de detective
- La Fan también de telemundo , la cual está por salir al aire y que en estos momentos se rodando, junto a los protagonistas Angélica Vale y el colombiano Juan Pablo espinoza.

## Carrera actoral
Televisión
| Año  | Novela                    | Canal         | Ciudad             | Papel                |
| ---- | ------------------------- | ------------- | ------------------ | -------------------- |
| 2017 | La Fan                    | Telemundo     | Miami, FL (USA)    | Maitre               |
| 2016 | Eva la trailera           | Telemundo     | Miami, FL (USA)    | Botones              |
| 2016 | Ruta 35                   | Venevisión    | Miami, FL (USA)    | Técnico              |
| 2015 | Tierra de Reyes           | Telemundo     | Miami, FL (USA)    | Police officer       |
| 2014 | En otra piel              | Telemundo     | Miami, FL (USA)    | Federico - Detective |
| 2014 | Reina de Corazones        | Telemundo     | Miami, FL (USA)    | Doctor - Médico      |
| 2014 | Cosita linda              | Telemundo     | Miami, FL (USA)    | Fotógrafo            |
| 2013 | Santa Diabla              | Telemundo     | Miami, FL (USA)    | Chofer               |
| 2013 | Marido en alquiler        | Telemundo     | Miami, FL (USA)    | Reportero            |
| 2013 | Dama y obrero             | Telemundo     | Miami, FL (USA)    | Banquero             |
| 2013 | Pasión Prohibida          | Telemundo     | Miami, FL (USA)    | Funcionario          |
| 2013 | Rosario                   | Venevisión    | Miami, FL (USA)    | Mario                |
| 2012 | El Rostro de la venganza  | Telemundo     | Miami, FL (USA)    | Policía - Detective  |
| 2012 | Grachie                   | Nickelodeon   | Barranquilla (Col) | Policía              |
| 2012 | El Talismán               | Venevisión    | Miami, FL (USA)    | Policía              |
| 2011 | Una maid en Manhattan     | Telemundo     | Miami, FL (USA)    | Jorge                |
| 2011 | Los de la casa de al lado | Telemundo     | Miami, FL (USA)    | Impresor             |
| 2011 | Lola Volcán               | Telemundo     | Miami, FL (USA)    | Ginecólogo           |
| 2011 | X yes X                   | Independiente | Miami, FL (USA)    | Fred                 |
| 2010 | Aurora                    | Telemundo     | Miami, FL (USA)    | Fotógrafo            |
| 2010 | Alguien te mira           | Telemundo     | Miami, FL (USA)    | Tony                 |
| 2010 | El fantasma de Helena     | Telemundo     | Miami, FL (USA)    | Invitado de Honor    |
| 2010 | Perro Amor                | Telemundo     | Miami, FL (USA)    | Paramédico           |

## Cortometrajes
William Duarte ha realizado entre muchos dos importantes cortometrajes :
- XYX : cortometraje que logró la participación en el festival de Cannes en Francia. En la categoría mejor cortometraje extranjero y por su tema controversial de una chica Hermafrodita.
- Dile a TU Dios que te ayude : cortometraje Cristiano que cuenta con más de 100 millones de Visitas en internet.

## Comerciales de televisión
William Duarte también ha protagonizado más de 30 comerciales para la televisión americana de Latinoamérica y Europa. tanto en inglés como en español y ha sido la imagen de muchas importantes firmas americanas, sus más destacados han sido : BMW Motors, City furniture, Bj's , Steinger Iscoe and Greene law Firm, You Got milk , Telefutura Fiesta de Película, California health plus,  entre los más destacados.

## Televisión
William Duarte también ha sido invitado a participar como actor y modelo de varios programas de televisión nacional como Despierta América , de Univision , El Arañazo de Mega TV y Que Noche de la cadena Telemnudo.

## Radio
Fue el conductor del programa la Noche es mía en West Palm Beach. 
Presentador de eventos donde se destacan 
- Miss Colombia y sus princesa evento benéfico de la agenda oficial del Concurso Señorita Colombia de Cartagena .
- Colombia Trade expo : pasarela internacional donde participa Miss Colombia y Miss Universo.

Ha modelado en pasarela y fotografía para diferentes marcas como Revlon México , Tragenda y varios diseñadores Internacionales.